# Sergio Brighenti
Sergio Brighenti (Modena, 23 de septiembre de 1932 – Arluno, Italia; 10 de octubre de 2022) fue un futbolista y entrenador de fútbol italiano que jugaba en la posición de delantero.

## Carrera

### Club
| Periodo   | Club                |
| --------- | ------------------- |
| 1949–1952 | Modena FC           |
| 1952–1955 | Internazionale      |
| 1955–1957 | US Triestina Calcio |
| 1957–1960 | Padova Calcio       |
| 1960–1963 | UC Sampdoria        |
| 1963–1964 | Modena FC           |
| 1964–1965 | Torino FC           |

### Selección nacional
Jugó para Italia de 1959 a 1961 con la que anotó dos goles en nueve partidos.

### Entrenador
| Periodo   | Club                |
| --------- | ------------------- |
| 1967      | Parma FC            |
| 1968–1969 | AS Varese 1910      |
| 1971–1972 | AS Varese 1910      |
| 1972–1973 | 1913 Seregno Calcio |
| 1973–1974 | Calcio Lecco 1912   |

## Logros

### Club
- Serie A: 2

1952-1953, 1953-1954

### Individual
- Goleador de la Serie A: 1

1960-1961 (28 goles)